# ポッター・パーマー
ポッター・パーマー（Potter Palmer、1826年5月20日 – 1902年5月4日）は、アメリカ合衆国の実業家。シカゴのステート・ストリート(State Street)の大部分を開発したことで知られる。

## 小売商として
ポッター・パーマーは、1852年にシカゴの Lake Street で、衣料品店 Potter Palmer and Company を興した。パーマーは、当時の他の店とは異なり、女性の顧客に的を絞る営業を展開した。「何も質問しない」返品自由という方針を取り、顧客が商品を確認するために購入前の商品を持ち帰らせることさえ認め、パーマーの店はシカゴ市民から信頼と支持を集めた。パーマーは、当時の他の店よりも大きく、目立つように店舗を作り、他店との価格比較などを大きなウィンドウ・ディスプレイで広告する先駆けとなった。
1865年、健康の悪化を理由に事業からの引退を主治医が勧めたとき、パーマーはマーシャル・フィールド(Marshall Field)とレヴィ・ライター(Levi Leiter)を共同経営者に招いた。3人は協力して経営にあたり、店名は Field, Palmer, Leiter and Company に改められた。この店は最終的に中西部一の百貨店チェーン Marshall Field and Company へと発展した。

## 不動産事業
1867年、パーマーは共同経営の持ち分を売却して不動産事業に乗り出し、1868年には、ステート・ストリートとワシントン・ストリートの角に新しい建物を建て、元の共同経営者たちにリースした。パーマーはステート・ストリートに面した土地を取得し、いくつもの建物を建てていった。そのひとつが Palmer House Hotel であった。この建物群は、1871年のシカゴ大火で被災したが、パーマーは、当時、個人向けの融資としては史上空前の金額であった170万ドルの融資を引き出し、建物の再建にあたった。さらにパーマーは、当時のシカゴの商業地区の北に広がっていた湿地を埋め立て、今日の Lake Shore Drive を拓いた。

## 私生活

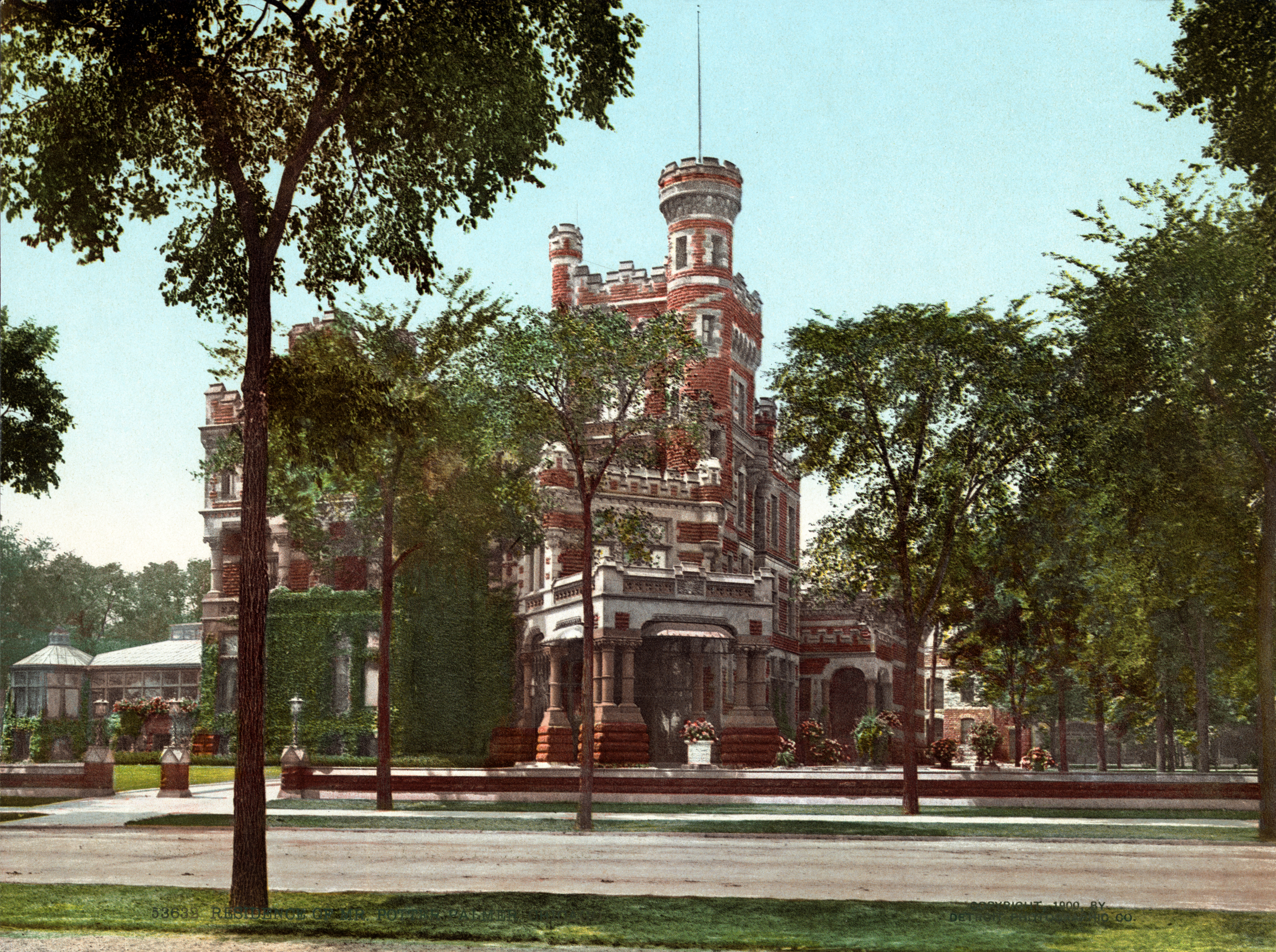
パーマー・マンション。フォトクローム、1900年。

1871年、パーマーはバーサ・ホノレ(Bertha Honoré)と結婚した。1874年には長男ホノレ(Honoré)、翌1875年には次男ポッター・パーマー2世(Potter Palmer II)が生まれた。この兄弟は2人とも，長じてから、それぞれ子供のひとりにポッター・パーマー3世(Potter Palmer III)と名付けた。
1885年、パーマーは Lake Shore Drive に城のような邸宅パーマー・マンションを建設し、やがて一帯にゴールド・コーストが形成されるきっかけを作った。それまでは、パーマーが住んでいたプレイリー・アベニュー(Prairie Avenue)が、シカゴで最も魅力的な住所だと考えられていた。
パーマーの墓は、シカゴのグレースランド墓地(Graceland Cemetery)にある。